# Nasukarasuyama
Nasukarasuyama (那須烏山市, Nasukarasuyama-shi) est une municipalité ayant le statut de ville dans la préfecture de Tochigi au Japon.

## Géographie

### Situation
Nasukarasuyama est située dans l'est de la préfecture de Tochigi, à environ 30 km à l'est d'Utsunomiya.

### Municipalités limitrophes
| Sakura     | Nakagawa       | Nakagawa     |
| Sakura     | Nasukarasuyama | Hitachiōmiya |
| Takanezawa | Ichikai        | Motegi       |

### Démographie
Le 1er août 2010, la ville de Nasukarasuyama comptait 29 479 habitants pour une superficie de 174,42 km2, soit une densité de 169 hab./km2. En décembre 2023, la population était de 24 100 habitants.

### Climat
Nasukarasuyama a un climat continental humide caractérisé par des étés chauds et des hivers froids avec de fortes chutes de neige. La température annuelle moyenne est de 13,2 °C. Les précipitations annuelles moyennes sont de 1 436,3 mm, septembre étant le mois le plus humide.

## Histoire
La ville était à l'origine une ville-château du domaine de Karasuyama à l'époque d'Edo, centrée sur le château de Karasuyama, une fortification datant de l'époque de Kamakura. Le bourg moderne de Karasuyama est créé le 1er avril 1889. Il fusionne avec le bourg de Minaminasu pour former l'actuelle ville de Nasukarasuyama le 1er octobre 2005.

## Transports
La ville est desservie par la ligne Karasuyama de la JR East. La gare de Karasuyama est la principale gare de la ville.

## Jumelage
- Menomonie (États-Unis).